# فينكلونين
فينكلونين أو بارا-كلورو فينيل ألانين (اختصارًا PCPA) هو مركب كيميائي يعمل مثبطًا انتقائيَّا ومثبطًا لا عكوس لهيدروكسيلاز التريبتوفان، وهو إنزيم يَحد من مُعدَّل الاصطناع الحيوي للسيروتونين.
يُستَخدم هذا المركب تجريبيًا لعلاج المتلازمة السرطانية. أغلب الآثار الجانبية لهذا الدواء هي: تفاعلات فرط التحسس والاضطاربات النفسية . حالة تلك الآثار حالة دون تطور هذا الأستحدام للدواء.
إن تأثيرات استنفاد السيروتونين من الفينكلونين شديدة للغاية، بحث لا يمكن حتى اكتشاف السيروتونين في اليوم الأول من خلال الكيمياء التشريحية المناعية بعد تناول الجرعة. ولا يمكن اكتشاف هيدروكسيلاز التريبتوفان داخل أجسام الخلايا أو النهايات العصبية.
يُستخدم هذا المركب في البحث العلمي على البشر، والحيوانات للكشف عن آثار استنفاد السيروتونين.